# 蒜油意粉
蒜香義大利麵（義大利語：Spaghetti aglio e olio）是南意大利坎帕尼亞大區那不勒斯地區流行的一種意大利麵。因其易於烹飪而廣為普及。蒜油意粉中的麵條是義大利直麵，然後還要加入橄欖油炒過的蒜，有時還會放入辣椒、歐芹、帕馬森乾酪、義大利綿羊乾酪。